# Papineau (regionalna gmina hrabstwa)
Papineau – regionalna gmina hrabstwa (MRC) w regionie administracyjnym Outaouais prowincji Quebec, w Kanadzie. Stolicą jest miejscowość Papineauville. Składa się z 24 gmin: 1 miasta, 21 gmin i 2 kantonów.
Papineau ma 22 541 mieszkańców. Język francuski jest językiem ojczystym dla 93,5%, angielski dla 5,4% mieszkańców (2011).